# Koy Sanjaq
Koy Sanjaq (también conocida como Koye en kurdo) es una ciudad de Irak perteneciente a la región del Kurdistán iraquí.
Pudo haber existido antes de la conquista musulmana con el nombre de Koshar (acortado tras esta como Ko). Durante el periodo otomano el nombre de la ciudad pasó a ser el de Köy Sanjaq. La pequeña población judía de la ciudad habla una variante de neoarameo llamada Lishanid Noshan.